# Далмаций Старший
Фла́вий Далма́ций (лат. Flavius Dalmatius, убит в 337 году), известный также как Далма́ций Ста́рший, — римский государственный деятель первой половины IV века, член династии Константина.

## Биография
Далмаций был одним из единокровных братьев Константина Великого от второго брака Констанция Хлора с Флавией Максимианой Феодорой.
В 306 году, по настоянию Елены, он был отослан подальше от императорского двора. Далмаций провёл юность в галльской Толозе (совр. Тулуза). Вероятно, что два его сына, Далмаций Младший и Ганнибалиан Младший, родились здесь. В середине 320-х годов Флавий Далмаций возвращается в Константинополь. В 333 году Константин назначает его цензором, а также консулом вместе с Домицием Зенофилом.
В Антиохии (совр. Антакья) отвечал за безопасность восточных границ империи. В этот период Далмаций рассматривал дело епископа Афанасия Александрийского. В 334 году Далмаций подавил восстание Калокера, который объявил себя императором на Кипре. В следующем году он послал солдат, чтобы спасти жизнь Афанасию. Оба его сына были назначены на важные должности в империи. Но после смерти Константина Великого в мае 337 года Констанций II первым успел прибыть в Константинополь и стать участником дворцового заговора, цель которого заключалась в том, чтобы передать власть над империей лишь сыновьям Константина: Константину II, Констанцию II и Константу. Флавий Далмаций и его сыновья были убиты. Погибли почти все родственники Константина Великого.
Выжили лишь Констанций Галл и Флавий Юлиан, сыновья Юлия Констанция, одного из единокровных братьев Константина.